# Stephan Andersen
Stephan Maigaard Andersen, född den 26 november 1981 i Köpenhamn, är en dansk före detta professionell fotbollsmålvakt. Han spelade under sin karriär för det danska landslaget och var uttagen till EM i fotboll 2004 och VM i fotboll 2010.

## Karriär
Stephan Andersen gjorde sin debut för Évian den 20 augusti 2011, i en 1–1-match mot AC Ajaccio. Sommaren 2013 skrev han ett tvåårskontrakt med Real Betis.
Sommaren 2014 köptes Andersen av FC Köpenhamn och blev således den tolfte spelaren som representerat de båda rivalerna Brøndby och FC Köpenhamn. I juni 2021 meddelade Andersen att han avslutade sin fotbollskarriär.